# شريان قضيبي عميق
شريان قضيبي عميق (بالإنجليزية: Deep artery of the penis)‏ هو فرع من شريان فرجي غائر.